# Enzo Fernández (2001)
Enzo Jeremías Fernández (San Martín, 17 januari 2001) is een Argentijns voetballer die doorgaans speelt als middenvelder. In januari 2023 verruilde hij Benfica voor Chelsea. Fernández maakte in 2022 zijn debuut in het Argentijns voetbalelftal waarmee hij in datzelfde jaar wereldkampioen werd.

## Clubcarrière
Fernández begon met voetballen in de jeugd van Club La Recova, tot hij in 2006 opgenomen werd in de jeugdopleiding van River Plate. Deze doorliep hij en op 4 maart 2020 volgde zijn professionele debuut. In de Copa Libertadores werd op die dag met 3–0 verloren van LDU Quito. Fernández moest van coach Marcelo Gallardo op de bank beginnen en hij viel negen minuten voor tijd in voor Santiago Sosa. In augustus van dat jaar werd de middenvelder verhuurd aan competitiegenoot Defensa y Justicia. Hier speelde hij in een krap jaar veertien duels in de Primera División. Na zijn terugkeer bij River Plate tekende Fernández op 14 augustus 2021 voor zijn eerste competitietreffer. Tegen Vélez Sarsfield opende hij vijf minuten na rust de score door een strafschop binnen te schieten. Uiteindelijk werd het 2–0 doordat hij ook een assist gaf.
In juni 2022 bereikten River Plate en Benfica een akkoord over de overgang van Fernández naar Lissabon, voor een bedrag van circa tien miljoen euro. Hij zou bij River Plate blijven tot het einde van de Copa Libertadores. Na de uitschakeling in de achtste finales van dat toernooi, stapte Fernández definitief over naar Benfica, waar hij zijn handtekening zette onder een verbintenis voor de duur van vijf seizoenen.
Na een half seizoen vertrok hij weer bij Benfica; op de laatste dag van de winterse transfermarkt tekende hij een contract tot medio 2031 bij Chelsea, dat voor hem circa honderdtwintig miljoen euro betaalde. Met zijn overgang werd hij de duurste speler in de geschiedenis van de Premier League, de duurste middenvelder ooit en de duurste Argentijnse voetballer ooit. Binnen twee maanden werd zijn contract opengebroken en met een jaar verlengd, tot medio 2032. In het seizoen 2024/25 won hij met Chelsea de UEFA Conference League, door in de finale met 1–4 van Real Betis te winnen.

## Clubstatistieken
| Seizoen | Club                 | Competitie       | Competitie | Competitie | Beker | Beker | Internationaal | Internationaal | Totaal | Totaal |
| Seizoen | Club                 | Competitie       | Wed.       | Dlp.       | Wed.  | Dlp.  | Wed.           | Dlp.           | Wed.   | Dlp.   |
| ------- | -------------------- | ---------------- | ---------- | ---------- | ----- | ----- | -------------- | -------------- | ------ | ------ |
| 2019/20 | River Plate          | Primera División | 0          | 0          | 0     | 0     | 1              | 0              | 1      | 0      |
| 2020/21 | → Defensa y Justicia | Primera División | 4          | 0          | 1     | 0     | 10             | 1              | 15     | 1      |
| 2021    | → Defensa y Justicia | Primera División | 10         | 0          | 2     | 0     | 6              | 0              | 18     | 0      |
| 2021    | River Plate          | Primera División | 20         | 2          | 1     | 0     | 3              | 0              | 24     | 2      |
| 2022    | River Plate          | Primera División | 20         | 8          | 0     | 0     | 8              | 2              | 28     | 10     |
| 2022/23 | Benfica              | Primeira Liga    | 13         | 1          | 2     | 0     | 9              | 2              | 24     | 3      |
| 2022/23 | Chelsea              | Premier League   | 18         | 0          | 0     | 0     | 4              | 0              | 22     | 0      |
| 2023/24 | Chelsea              | Premier League   | 28         | 3          | 12    | 4     | —              | —              | 40     | 7      |
| 2024/25 | Chelsea              | Premier League   | 36         | 6          | 2     | 0     | 6              | 2              | 44     | 8      |
| Totaal  | Totaal               | Totaal           | 149        | 20         | 20    | 4     | 47             | 7              | 216    | 31     |

Bijgewerkt op 12 juni 2025.

## Interlandcarrière
Fernández maakte zijn debuut in het Argentijns voetbalelftal op 23 september 2022, toen in een vriendschappelijke wedstrijd met 3–0 gewonnen werd van Honduras. De doelpunten werden gemaakt door Lautaro Martínez en Lionel Messi (tweemaal). Fernández moest van bondscoach Lionel Scaloni op de reservebank beginnen en mocht negentien minuten na rust invallen voor Leandro Paredes. De andere Argentijnse debutanten dit duel waren Thiago Almada (Atlanta United) en Nehuén Pérez (Udinese).
In oktober 2022 werd Fernández door Scaloni opgenomen in de voorselectie van Argentinië voor het WK 2022. Hij werd drie weken later ook opgenomen in de definitieve selectie. Tijdens dit WK werd Argentinië wereldkampioen door Frankrijk in de finale te verslaan na strafschoppen. Eerder werd een groep met Saoedi-Arabië, Mexico en Polen overleefd en werden Australië, Nederland en Kroatië in de knock-outfase uitgeschakeld. Fernández speelde in alle zeven wedstrijden mee en maakte tegen Mexico zijn eerste interlanddoelpunt. Na de finale werd hij verkozen tot beste talent van het toernooi. Zijn toenmalige clubgenoten Nicolás Otamendi (eveneens Argentinië), Alexander Bah (Denemarken), João Mário, António Silva en Gonçalo Ramos (allen Portugal) waren ook actief op het toernooi.
Scaloni nam Fernández in 2024 op in zijn selectie voor de Copa América 2024. Argentinië won Groep A door te winnen van Canada (2–0), Chili (0–1) en Peru (2–0). Hierna werden achtereenvolgens Ecuador (1–1, 4–2 na strafschoppen) en Canada (2–0) verslagen. In de finale nam Argentinië het op tegen Colombia. Door met 1–0 te winnen werd de Copa América gewonnen. Fernández speelde alleen het groepsduel met Canada niet. Zijn toenmalige clubgenoot Moisés Caicedo (Ecuador) was ook actief op het toernooi.
| Interlands van Enzo Fernández voor Argentinië | Interlands van Enzo Fernández voor Argentinië | Interlands van Enzo Fernández voor Argentinië | Interlands van Enzo Fernández voor Argentinië | Interlands van Enzo Fernández voor Argentinië | Interlands van Enzo Fernández voor Argentinië |
| №                                             | Datum                                         | Wedstrijd                                     | Uitslag                                       | Competitie                                    | Goals                                         |
| Als speler bij Benfica                        | Als speler bij Benfica                        | Als speler bij Benfica                        | Als speler bij Benfica                        | Als speler bij Benfica                        | Als speler bij Benfica                        |
| --------------------------------------------- | --------------------------------------------- | --------------------------------------------- | --------------------------------------------- | --------------------------------------------- | --------------------------------------------- |
| 1                                             | 23 september 2022                             | Argentinië – Honduras                         | 3 – 0                                         | Vriendschappelijk                             |                                               |
| 2                                             | 27 september 2022                             | Jamaica – Argentinië                          | 0 – 3                                         | Vriendschappelijk                             |                                               |
| 3                                             | 16 november 2022                              | Verenigde Arabische Emiraten – Argentinië     | 0 – 5                                         | Vriendschappelijk                             |                                               |
| 4                                             | 22 november 2022                              | Argentinië – Saoedi-Arabië                    | 1 – 2                                         | WK 2022                                       |                                               |
| 5                                             | 26 november 2022                              | Argentinië – Mexico                           | 2 – 0                                         | WK 2022                                       | 87'                                           |
| 6                                             | 30 november 2022                              | Polen – Argentinië                            | 0 – 2                                         | WK 2022                                       |                                               |
| 7                                             | 3 december 2022                               | Argentinië – Australië                        | 2 – 1                                         | WK 2022                                       |                                               |
| 8                                             | 9 december 2022                               | Nederland – Argentinië                        | 2 – 2 (3 – 4 n.s.)                            | WK 2022                                       |                                               |
| 9                                             | 13 december 2022                              | Argentinië – Kroatië                          | 3 – 0                                         | WK 2022                                       |                                               |
| 10                                            | 18 december 2022                              | Argentinië – Frankrijk                        | 3 – 3 (4 – 2 n.s.)                            | WK 2022                                       |                                               |
| Als speler bij Chelsea                        |                                               |                                               |                                               |                                               |                                               |
| 11                                            | 23 maart 2023                                 | Argentinië – Panama                           | 2 – 0                                         | Vriendschappelijk                             |                                               |
| 12                                            | 28 maart 2023                                 | Argentinië – Curaçao                          | 7 – 0                                         | Vriendschappelijk                             | 35'                                           |
| 13                                            | 15 juni 2023                                  | Argentinië – Australië                        | 2 – 0                                         | Vriendschappelijk                             |                                               |
| 14                                            | 7 september 2023                              | Argentinië – Ecuador                          | 1 – 0                                         | WK 2026 kwalificatie                          |                                               |
| 15                                            | 12 september 2023                             | Bolivia – Argentinië                          | 0 – 3                                         | WK 2026 kwalificatie                          | 31'                                           |
| 16                                            | 12 oktober 2023                               | Argentinië – Paraguay                         | 1 – 0                                         | WK 2026 kwalificatie                          |                                               |
| 17                                            | 17 oktober 2023                               | Peru – Argentinië                             | 0 – 2                                         | WK 2026 kwalificatie                          |                                               |
| 18                                            | 16 november 2023                              | Argentinië – Uruguay                          | 0 – 2                                         | WK 2026 kwalificatie                          |                                               |
| 19                                            | 21 november 2023                              | Brazilië – Argentinië                         | 0 – 1                                         | WK 2026 kwalificatie                          |                                               |
| 20                                            | 22 maart 2024                                 | Argentinië – El Salvador                      | 3 – 0                                         | Vriendschappelijk                             | 42'                                           |
| 21                                            | 26 maart 2024                                 | Argentinië – Costa Rica                       | 3 – 1                                         | Vriendschappelijk                             |                                               |
| 22                                            | 9 juni 2024                                   | Argentinië – Ecuador                          | 1 – 0                                         | Vriendschappelijk                             |                                               |
| 23                                            | 14 juni 2024                                  | Argentinië – Guatemala                        | 4 – 1                                         | Vriendschappelijk                             |                                               |
| 24                                            | 25 juni 2024                                  | Chili – Argentinië                            | 0 – 1                                         | Copa América 2024                             |                                               |
| 25                                            | 29 juni 2024                                  | Argentinië – Peru                             | 2 – 0                                         | Copa América 2024                             |                                               |
| 26                                            | 4 juli 2024                                   | Argentinië – Ecuador                          | 1 – 1 (4 – 2 n.s.)                            | Copa América 2024                             |                                               |
| 27                                            | 9 juli 2024                                   | Argentinië – Canada                           | 2 – 0                                         | Copa América 2024                             |                                               |
| 28                                            | 14 juli 2024                                  | Argentinië – Colombia                         | 1 – 0 n.v.                                    | Copa América 2024                             |                                               |
| 29                                            | 5 september 2024                              | Argentinië – Chili                            | 3 – 0                                         | WK 2026 kwalificatie                          |                                               |
| 30                                            | 10 september 2024                             | Colombia – Argentinië                         | 2 – 1                                         | WK 2026 kwalificatie                          |                                               |
| 31                                            | 10 oktober 2024                               | Venezuela – Argentinië                        | 1 – 1                                         | WK 2026 kwalificatie                          |                                               |
| 32                                            | 15 oktober 2024                               | Argentinië – Bolivia                          | 6 – 0                                         | WK 2026 kwalificatie                          |                                               |
| 33                                            | 14 november 2024                              | Paraguay – Argentinië                         | 2 – 1                                         | WK 2026 kwalificatie                          |                                               |
| 34                                            | 19 november 2024                              | Argentinië – Peru                             | 1 – 0                                         | WK 2026 kwalificatie                          |                                               |
| 35                                            | 21 maart 2025                                 | Uruguay – Argentinië                          | 0 – 1                                         | WK 2026 kwalificatie                          |                                               |
| 36                                            | 25 maart 2025                                 | Argentinië – Brazilië                         | 4 – 1                                         | WK 2026 kwalificatie                          | 12'                                           |
| 37                                            | 11 juni 2025                                  | Argentinië – Colombia                         | 1 – 1                                         | WK 2026 kwalificatie                          |                                               |

Bijgewerkt op 16 mei 2024.

## Erelijst
| Competitie                                    |                    |                                      |                    |                    |
| Competitie                                    | Aantal             | Jaren                                |                    |                    |
| Defensa y Justicia                            | Defensa y Justicia | Defensa y Justicia                   | Defensa y Justicia | Defensa y Justicia |
| --------------------------------------------- | ------------------ | ------------------------------------ | ------------------ | ------------------ |
| CONMEBOL Sudamericana                         | 1                  | 2020                                 |                    |                    |
| CONMEBOL Recopa                               | 1                  | 2021                                 |                    |                    |
| River Plate                                   |                    |                                      |                    |                    |
| Primera División                              | 1                  | 2021                                 |                    |                    |
| Trofeo de Campeones                           | 1                  | 2021                                 |                    |                    |
| Benfica                                       |                    |                                      |                    |                    |
| Primeira Liga                                 | 1                  | 2022/23                              |                    |                    |
| Chelsea                                       |                    |                                      |                    |                    |
| UEFA Conference League                        | 1                  | 2024/25                              |                    |                    |
| FIFA Club World Cup                           | 1                  | 2025                                 |                    |                    |
| Argentinië                                    |                    |                                      |                    |                    |
| FIFA WK                                       | 1                  | 2022                                 |                    |                    |
| CONMEBOL Copa América                         | 1                  | 2024                                 |                    |                    |
| Individueel                                   |                    |                                      |                    |                    |
| FIFA WK - Young Player Award                  | 1                  | 2022                                 |                    |                    |
| CONMEBOL Sudamericana - Elftal van het Jaar   | 1                  | 2020                                 |                    |                    |
| Primeira Liga - Middenvelder van de Maand     | 2                  | Augustus 2022, oktober/november 2022 |                    |                    |
| UEFA Conference League - Team van het Seizoen | 1                  | 2024/25                              |                    |                    |